# Lyngens kommun
Lyngens kommun (norska: Lyngen kommune) är en kommun i Troms fylke i Nord-Norge. Kommunen ligger på en halvö som går norrut från norska fastlandet öster om Tromsø, mellan fjordarna Lyngen och Ullsfjorden. Namnet kommer av ett norrönt fjordnamn Lygnir, av logn, "den vindstilla". Kommunens centralort är tätorten Lyngseidet och här finns färjeförbindelse till Olderdalen. Den 1 januari 2017 var det 2876 inånare i kommunen.
Kommunen omfattar det mesta av Lyngenhalvön, med bland annat "Lyngsalpan landskapsvärnområde". Eftersom Lyngen är en halvö kan den även nås med bil direkt från fastlandet. Idag är halvön känd för sina fina förutsättningar för toppturer på skidor, och många av besökarna under våren kommer med skidor för att gå upp på fjällen och åka skidor ner.

## Geografi
Lyngenhalvön har många höga berg. Fjällen på halvön kallas därför Lyngsalpan, och besöks av fjellklättrare från hela världen. Högsta fjäll är  Jiehkkevárri (1834 m ö.h.). Det mesta av halvön är skyddat av Lyngsalpan landskapsvärnområde. Lyngen gränsar til Storfjords kommun i söder, Tromsø kommun i sydväst, Karlsøy kommun i nordväst, Skjervøy kommun i nordost och Kåfjords kommun i öster. Bosättningen är i stort sett koncentrerad till västra sidan av fjorden, med samma namn. Det har på 2000-talet varit en nedgång i invånarantalet.

## Historia
Fram till 1700-talet var det troligen mest samisk bosättning i området. Från 1700-talet blev det så en betydlig invandring från Tornedalen, och först senare kom det norska invandrare i större omfång. 1743 var det mest kväner som drev jordbruk. Både kväner och kustsamer livnärde sig på jordbruk och fiske. 
Lyngen hör till Troms polisområde, Nord-Troms tingrätt och Hålogaland hovrätt. Kommunen är med i Nord-Troms regionråd tillsammans med kommunerna Kvænangen, Kåfjord, Nordreisa, Skjervøy och Storfjord.

### Administrativ historik
Lyngen blev egen kommun på 1830-talet, samtidigt med flertalet norska kommuner.
1867 överfördes ett område med 862 invånare från Karlsøy kommun. 1875 överfördes ett område med sju invånare från Balsfjords kommun.
1902 delades kommunen, varvid Ullsfjords kommun bildades. 1929 delades kommunen igen och Storfjords och Kåfjords kommuner bildades. 1964 slogs Karlsøys och en mindre del av Ullfjords kommuner samman med Lyngens kommun. 1992 överfördes ett obebott område till Storfjords kommun och ett område med 38 invånare överfördes till Kåfjords kommun.

## Näringsliv
Näringslivet bestod tidigare av mycket jordbruk och fiske, men i dag är det bara 11% i den primära sektorn. Industrin domineres av gummi-, plast-, mineral-, samt näringsmedelindustri.
Turismen har blivit stor i området med bland annat turer i Lyngsalpan. Lyngsalpan landskapsvärnområde blev en realitet 2004. Värnområdet ligger på Lyngenhalvön, mellan fjordarna Lyngen och Ullsfjorden och består av bland annat 40 kvadratkilometer natur som är närmast oberörd och har ett rikt fågelliv med ett stort antal rovfåglar och ugglor.

## Kommunikationer
Centralorten Lyngseidet är en trafikknutpunkt. Här möts fylkesväg 91, som går västerut mot Ullsfjorden, med vidare förbindelse med Europaväg 8 och Tromsø, från söder fylkesväg 868 från Oteren och Europaväg 6, och från norr fylkesväg 7920 från orten Koppangen. Det går färja från Svensby, över Ullsfjorden, till Breivikeidet. Från Lyngseidet går det färja, över Lyngen, till Olderdalen, som ligger längs Europaväg 6.

## Tätorter
I Lyngens kommun finns två tätorter:
- Furuflaten
- Lyngseidet (centralort)

## Socknar
Inom Norska kyrkan motsvaras Lyngens kommun av Lyngens socken i Nord-Troms prosteri i Nord-Hålogalands stift.